# کشتار کلیسای چارلستون
کشتار کلیسای چارلستون (انگلیسی: Charleston church massacre) یک کشتار جمعی بود که در تاریخ ۱۷ ژوئیه ۲۰۱۵ در کلیسای آفریقایی عمانوئیل واقع در چارلستون کارولینای جنوبی اتفاق افتاد. این کلیسا یکی از قدیمی‌ترین کلیساهای متعلق به سیاهپوستان آمریکا به‌شمار می‌رود.
کلیسای متعلق به فرقه مسیحیان متدیست در سال ۱۸۱۶ بنا گذاشته شد. در سال ۱۸۲۲ بنیان‌گذار این کلیسا به خاطر کوشش جهت سازماندهی شورش بردگان سیاه به دار آویخته شد و ملاکان سفیدپوست کلیسا را به آتش کشیدند. پیروان این مکان مذهبی تا زمان جنگ داخلی آمریکا مخفیانه دور هم گرد آمده و مراسم مذهبی خود را برگزار می‌کردند.

رئیس پزشکی قانونی شهر چارلتون گفته که متهم به بهانه همراهی در مطالعه کتاب مقدس به میان جمع وارد شده، مدت زمانی را در میان آن‌ها سپری کرده و سپس به رویشان اسلحه کشیده و ۹ تن از جمله کشیش محبوب این کلیسا را به قتل رسانده است.

## انگیزه
وزارت دادگستری ایالات متحده آمریکا گفت احتمال دارد که این کشتار "جرمی بر پایه تنفر" باشد. جرم بر پایه تنفر اشاره به جرم یا جنایتی است که از روی تعصب نژادی، مذهبی، جنسیتی یا از این دست انجام می‌گیرد. در تصویری که از دیلان روف (قاتل) در فیسبوک منتشر شد پرچم آفریقای جنوبی (در زمان آپارتاید) و رودزیای جنوبی (زیمبابوه کنونی) در زمان حکومت اقلیت سفیدپوست بر سیاهپوستان روی پیراهن او دوخته شده‌است.
چند روز بعد مجموعه عکس‌های در اینترنت منتشر شد که نشانه‌های آشکاری از باور آقای روف به برتری نژادی سفیدپوستان بود. از جمله تصویری که دیلان روف را با اسلحه و در حال آتش زدن پرچم آمریکا نشان می‌داد. او ظاهراً در تصویری دیگر، پرچم ایالت‌های جنوبی آمریکا (پرچم کنفدراسیون) که حامی برده‌داری در زمان جنگ داخلی آمریکا بودند را به دست گرفته‌است. ایالت‌های جنوبی آمریکا در جنگ داخلی می‌خواستند برای حفظ برده‌داری از ایالات متحده جدا شوند.

## واکنش‌ها
- باراک اوباما رئیس‌جمهور آمریکا در در واکنش به این حادثه ضمن این که اعلام کرد که کشیش به قتل رسیده را از نزدیک می‌شناخته اضافه کرد که باید دربارهٔ خشونت‌هایی که با سلاح گرم انجام می‌شود، بازاندیشی شود.[۷]